# Yanggang (köpinghuvudort i Kina, Hubei Sheng, lat 29,58, long 115,14)
Yanggang är en köpinghuvudort i Kina. Den ligger i provinsen Hubei, i den centrala delen av landet, omkring 140 kilometer sydost om provinshuvudstaden Wuhan. Antalet invånare är 31 164. Befolkningen består av 15 363 kvinnor och 15 801 män. Barn under 15 år utgör 25,0 %, vuxna 15-64 år 66 %, och äldre över 65 år 7,0 %.
Runt Yanggang är det ganska tätbefolkat, med 93 invånare per kvadratkilometer. Närmaste större samhälle är Longgang, 18,8 km väster om Yanggang. I omgivningarna runt Yanggang växer huvudsakligen savannskog.
Genomsnittlig årsnederbörd är 2 084 millimeter. Den regnigaste månaden är maj, med i genomsnitt 332 mm nederbörd, och den torraste är januari, med 56 mm nederbörd.